# Herman Løchen
Herman Løchen, född 1822 i Drøbak, död 1876, var en norsk bruksägare och stortingsman. Han var far till Olaug Løken, Håkon Løken och Gudrun Løchen Drewsen.
Løchen var från 1847 ägare till Sundnes bruk på Inderøy, och blev en föregångsman inom norskt jordbruk. Han drev även ett bränneri (Sundnes-akevitten) och ett ölbryggeri, och anlade en ångsåg på Steinkjer, men gick i konkurs 1875. Løchen var ordförande i Inderøy, och dessutom stortingsrepresentant för Nordre Trondhjems amt 1857 och på det extraordinarie stortinget 1858. Sundnes var på hans tid en kulturell mötesplats, och Aasmund O. Vinje skrev dikten Her ser eg fagre Fjord og Bygdir här 1860.